# Cidariophanes guaparia
Cidariophanes guaparia là một loài bướm đêm trong họ Geometridae.